# Sanlúcar de Barrameda

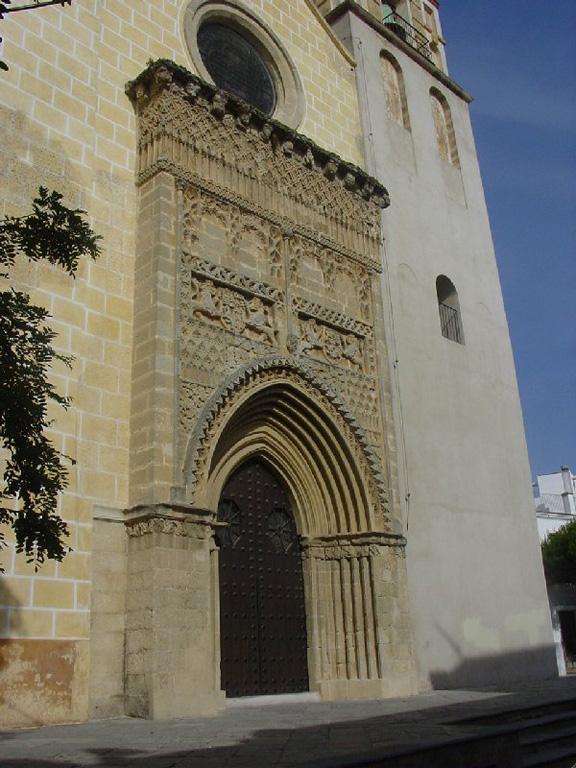
Portal Iglesia de Nuestra Señora de la O w sylu mudejar

Sanlúcar de Barrameda – miasto w południowo-zachodniej Hiszpanii, w regionie Andaluzja, prowincji Kadyks, przy ujściu rzeki Gwadalkiwir do Oceanu Atlantyckiego.

## Historia
- 30 maja 1498 r. z portu w Sanlúcar Krzysztof Kolumb wypłynął w trzecią podróż do Indii Zachodnich[1];
- 20 września 1519 r. z tutejszego portu wypłynęła flota, złożona z pięciu okrętów z 265 marynarzami, która pod dowództwem Ferdynanda Magellana wyruszyła w pierwszą w historii podróż dookoła świata.

## Zabytki
- Castillo de Santiago, zbudowany przez Maurów[1] zamek
- kościół Iglesia de Nuestra Señora de la O, wyróżniający się wspaniałym portalem wejściowym w stylu mudéjar[1].

## Miejsca zainteresowania[2]
- Plaża Bonanza.
- Plaża Las Piletas
- Plaża Coto

## Gospodarka
Miasto słynie z produkowanego tutaj jasnego, wytrawnego sherry zwanego manzanilla.

## Znane osoby
- w roku 1564 urodził się Francisco Pacheco (zm. 1654 w Sewilli), malarz, nauczyciel Diego Velázqueza i Alonso Cano.

## Współpraca
Miejscowości partnerskie:
- Almonte, Hiszpania
- Koekelberg, Belgia
- Palos de la Frontera, Hiszpania
- San Sebastían de los Reyes, Wenezuela